# Submarino alemão Tipo IIB
Os submarinos alemães do Tipo IIB serviram à Kriegsmarine durante a Segunda Guerra Mundial.

## Estaleiro
| U-boats       | Total | Estaleiro                       | Construído durante | Nome     |
| ------------- | ----- | ------------------------------- | ------------------ | -------- |
| U-7 - U-12    | 6     | Deutsche Werke AG, Kiel         | 1934 - 1935        | Adolf    |
| U-13 - U-16   | 4     | F. Krupp Germaniawerft AG, Kiel | 1935               | Melissia |
| U-17 - U-24   | 8     | Flender Werke AG, Lübeck        | 1935 - 1936        | Hütz     |
| U-120 - U-121 | 2     | Flender Werke AG, Lübeck        | 1937 - 1940        | Victor   |

## U-Boots
Foram comissionados um total de 20 U-Boots do Tipo IIB.